# Joakim Hillson
Joakim Junior Hillson, född 4 januari 1982 i Skogås, Huddinge , är en svensk sångare, låtskrivare och entreprenör.
Han fick sitt stora genombrott 18 år gammal med den platinacertifierade singeln "Vacker utan spackel" 2000. Hillson arbetar idag delvis som låtskrivare och producent och har bland annat skrivit den dubbelt platinacertifierade singeln "Ingen sommar utan reggae" framförd av Markoolio. "Ingen sommar utan reggae" låg 5 veckor sommaren 2007 som nummer 1 på den svenska singellistan. Joakim har också skrivit låtar till flera andra artister i Sverige och Europa . 
Joakim Hillson är från början kock och har startat upp restauranger och café-verksamheter i Stockholm.[källa behövs] 2019 jobbade han delvis fortfarande i restaurangbranschen och är ägare av en skärgårdsrestaurang utanför Stockholm.
Joakim Hillson är en av grundarna till responsible gaming konceptet Lets Go Lite även kallat Lite-Casino. En igaming-produkt där spelarna kan tävla mot varandra i bordspel, sports och casino-spel för en fast mindre insatts i veckan eller månaden liknande strömmande tjänster. Letsgolite.com
Han är son till musikproducenten Charlie Hillson. 

## Diskografi

### Album
- 2000 – Joakim Hillson
- 2002 – Tillbaka

### Singlar
| År   | Singel                      | Listplacering |
| År   | Singel                      | Sverige       |
| ---- | --------------------------- | ------------- |
| 2000 | "Vacker utan spackel"       | 3             |
| 2000 | "Aldrig"                    | 23            |
| 2001 | "Ingenting är som sommaren" |               |
| 2001 | "Pussel"                    | 42            |
| 2002 | "Älskar dej nu"             |               |
| 2003 | "På universitetet"          |               |